# Wolfgang Heer (Rechtsanwalt)
Wolfgang Heer  (* 1973 in Köln) ist ein deutscher Rechtsanwalt. Bekannt wurde er der Öffentlichkeit durch die Übernahme der Verteidigung der Rechtsextremistin Beate Zschäpe, ehemaliges Mitglied der Terrorgruppe Nationalsozialistischer Untergrund (NSU).

## Leben
Wolfgang Heer studierte von 1995 bis 1999 an der Universität zu Köln Rechtswissenschaften, worauf ein Referendariat im Bezirk des Oberlandesgerichts Köln folgte. Er wurde im Januar 2004 zur Rechtsanwaltschaft zugelassen und führt seit der Verleihung durch die Rechtsanwaltskammer Köln im Jahr 2008 die Fachanwaltsbezeichnung Fachanwalt für Strafrecht.
Als sich Zschäpe am 8. November 2011 der Polizei stellte, ging sie in Begleitung eines ihr bekannten Anwalts zur Polizei in Jena. Dieser vermittelte ihr seinen Kölner Kollegen Wolfgang Heer. Noch im November 2011 übernahm Heer als Pflichtverteidiger im NSU-Prozess die Verteidigung von Beate Zschäpe und regte – aufgrund der Komplexität des Verfahrens – bei der Bundesanwaltschaft an, dass diese bei dem Oberlandesgericht München die Bestellung von zwei weiteren Anwälten als Pflichtverteidiger beantragen möge. Die Bundesanwaltschaft hielt jedoch einen einzigen bezahlten Pflichtverteidiger für ausreichend. Daraufhin setzten die Anwälte Wolfgang Stahl und Anja Sturm ihre Mitwirkung als unbezahlte Wahlverteidiger von Zschäpe fort. Im Dezember 2012 wurden sie vom Münchner Oberlandesgericht zu weiteren Pflichtverteidigern bestellt.
Eine etwa neunzigminütige Dokumentation vom WDR begleitete die drei Verteidiger während des Prozessverlaufs.
Nachdem es in der Berliner Kanzlei zu Beginn des Mandats von Beate Zschäpe zu Unstimmigkeiten bezüglich der Übernahme der Verteidigung von Zschäpe im NSU-Prozess gekommen war, trennte sich Anja Sturm im Juli 2013 einvernehmlich von dieser Kanzlei in Berlin. Sie wechselte zum 1. August 2013 in die Kanzlei Wolfgang Heers nach Köln und beide gründeten die Kanzlei Heer & Sturm. Diese wurde später wieder aufgegeben und beide führen eigene Kanzleien.
Wolfgang Heer war seitdem in vielen umfangreichen Strafverfahren als Verteidiger tätig, so in dem Prozess gegen Thomas Drach vor dem Landgericht Köln und einem Verfahren wegen des Betruges bei Verkauf von Corona-Schutzmasken an den Freistaat Bayern. Aktuell verteidigt er einen Mandanten aus der Gruppierung um Heinrich XIII. Prinz Reuß vor dem Staatsschutzsenat des Oberlandesgerichts München.